# ريد ديد أونلاين
ريد ديد أونلاين (بالإنجليزية: Red Dead Online)‏ هي لعبة فيديو أكشن-مغامرات طورتها استوديوهات روكستار ونشرتها روكستار جيمز، صدرت في 14 مايو 2019 وتعمل على أجهزة ويندوز، ستاديا، بلاي ستيشن 4 وإكس بوكس ون. إنها جزء من ألعاب سلسلة ريد ديد.
أُعلن عن اللعبة في 19 سبتمبر 2018، وصدر الإصدار التجريبي الذي أُطلق في 30 نوفمبر 2018 على بلاي ستيشن 4 و إكس بوكس ون، الإصدار الأخير والنهائي الذي صدر هو في 14 مايو 2019.
حققت ريد ديد أونلاين مع جراند ثفت أوتو 5 نجاحاً كبيراً بحيث تجاوزت مبيعات اللعبتين ما يقارب 150 مليون نسخة حول العالم.